# سام هیگنت
سام هیگنت (انگلیسی: Sam Hignett؛ 1885 – ح. ۱۹۳۳ (۴۷−۴۸ سال)) بازیکن فوتبال  اهل بریتانیا بود.
از باشگاه‌هایی که در آن بازی کرده‌است می‌توان به باشگاه فوتبال لیورپول اشاره کرد.